# Place de la Palud

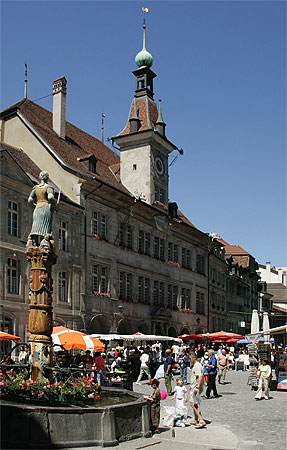
Der Paludplatz in Lausanne mit Gerechtigkeitsbrunnen und Rathaus

Die Place de la Palud ist ein Platz im Zentrum der Schweizer Stadt Lausanne. 

## Lage
Der öffentliche Freiraum liegt im Sektor Rue Centrale des Quartiers Centre und südwestlich des Hügels Cité, auf welchem sich die mittelalterliche Altstadt befindet. Bis zum 19. Jahrhundert lag das Gebiet des heutigen Platzes im Tal, durch welches der Bach Louve gegen Süden floss und unterhalb in den Stadtfluss Flon mündete. Die feuchte Niederung an den Gewässern bezeichnete man im alten frankoprovenzalischen Dialekt der Region als palud, was auf Deutsch «Sumpf» bedeutet und ein altes Synonym zum neufranzösischen marais ist. Der Flurname ist schon im 13. Jahrhundert urkundlich bezeugt.
Von der Cité führt die Rue Mercerie zum Platz hinab, von der Place de la Riponne im Norden die Rue Madeleine, gegen Süden führt die Rue du Pont in das Tal über dem eingedolten Flon. Der schmale, etwa 150 Meter lange Platz erstreckt sich gegen Westen bis zum ebenfalls zugedeckten Lauf der Louve, auf welcher heute die Rue de la Louve liegt.

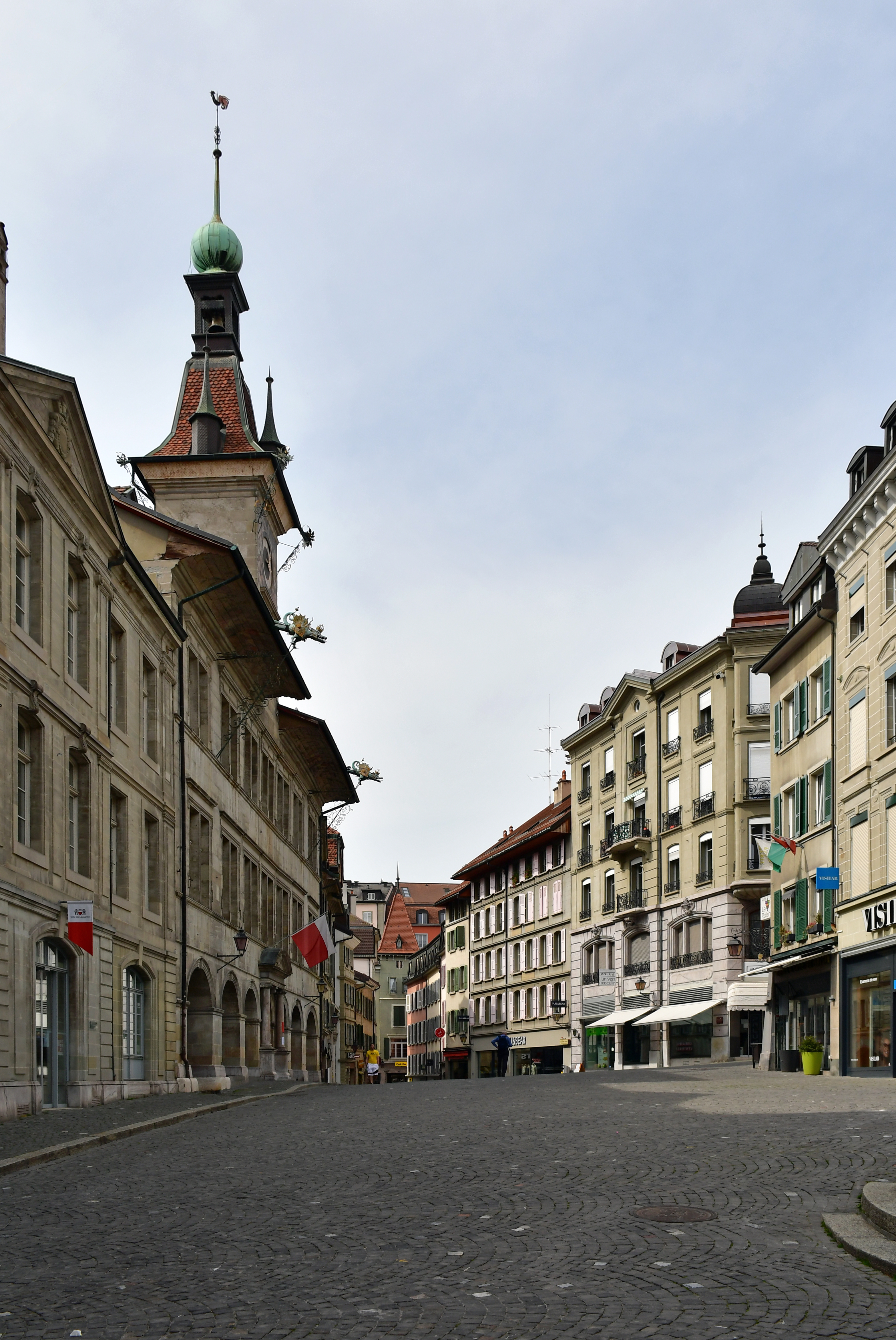
Der verlassene Platz am Ostermontag 2020 während des Covid-19-Lockdowns

## Geschichte
Im Tal verzweigten sich die alten Landstrassen von der Cité gegen Westen nach Genf und gegen Süden an den Genfersee. Die Strassen überquerten die Louve und den Flon auf Brücken, und bei der Strassenverzweigung entstand im Mittelalter ein Markt, der um 1220 als Hauptmarkt von Lausanne bezeichnet wurde.
Nach dem Stadtbrand von 1405 liess der Bischof als Stadtherr am Marktplatz neue Lagerhallen errichten. Die grösste Halle auf der Südseite des Platzes diente nun auch für Versammlungen der Stadtgemeinde, die vorher nur in der Kathedrale Notre-Dame auf dem Cité-Hügel stattgefunden hatten. Kurz nach der Mitte des 15. Jahrhunderts wurde an der Stelle der Halle am Paludplatz das Rathaus von Lausanne gebaut, das bald darauf das Verwaltungszentrum der gesamten Gemeinde wurde. 1675 baute die Stadt das neue Rathaus, das heute noch besteht. Der Laufbrunnen auf dem Platz wurde 1585 mit einer Statue der personifizierten Gerechtigkeit ausgestattet.

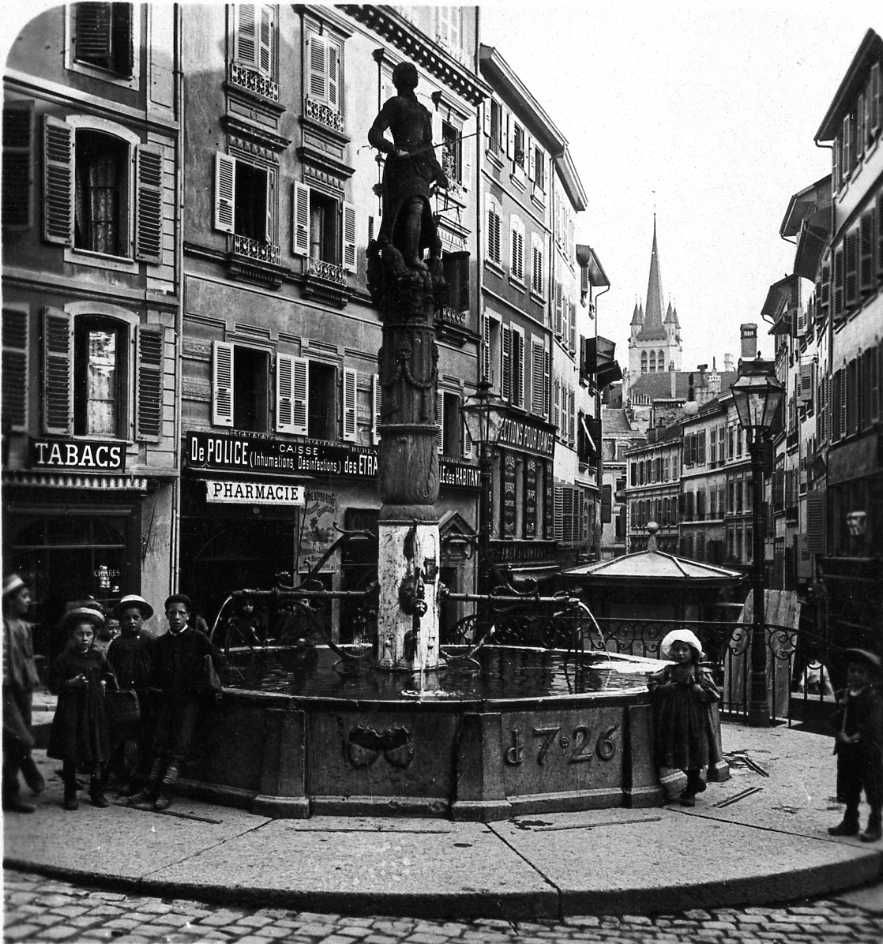
Der Platz um 1900

Nach der waadtländischen Revolution versammelte sich im Rathaus im Januar des Jahres 1798 unter dem Vorsitzenden Henri Monod das Zentralkomitee der waadtländischen Ständeversammlung. Am 24. Januar 1798 wurde auf der Place de la Palud erstmals die grüne Fahne der unabhängigen Waadt aufgehängt. Nach 1840 verliess der Markt den alten, engen Platz und erhielt viel mehr Raum auf der im Louvetal neu gebauten Place de la Riponne. Am Paludplatz befand sich seit 1848 eine Beleuchtung mit Gaslaternen. 1964 liess der städtische Gewerbeverein an einem Geschäftshaus beim Gerechtigkeitsbrunnen eine mechanische Uhr mit Bildern aus der Kantonsgeschichte, die Horloge de la Palud, anbringen, die zu den Sehenswürdigkeiten der Altstadt gehört. Seit 1972 liegt der Platz in der Fussgängerzone des Stadtzentrums.
Unter anderem die Société d’Étudiants Germania Lausanne wählte das am Paludplatz befindliche Cafe de l’Université zeitweise zum Stammlokal. Im traditionsreichen Gasthaus Café du Grütli neben dem Gebäude der Horloge de la Palud gehörte in der zweiten Hälfte des 20. Jahrhunderts die Musik der Akkordeonistin Denise Letourneur lange Zeit zur Stadtkultur von Lausanne.